# Miles Aircraft
Miles Aircraft Ltd var en engelsk flygplanstillverkare.
Bröderna Frederick George "FG" Miles och George Herbert Miles växte upp i kuststaden Portslade i Sussex. I mitten av 1920-talet lärde sig Frederick att flyga. Efter flygutbildningen köpte han sig en Avro 504. Tillsammans med sin bror George startade han företaget Gnat Aero Ltd i Shoreham. Till företaget köptes fler flygplan och man bedrev taxiflyg och uppvisningsflyg. I slutet på 1920-talet bytte man namn på företaget till Southern Aircraft Ltd. Samtidigt köpte man ett halvdussin Avro 534 som modifierades vid företagets verkstad till flygplanstypen Southern Martlet. Frederick gifte sig 1932 med sin tidigare flygelev Maxine Freeman-Thomas som senare kom att bli känd under smeknamnet Blossom. Southern Aircrafts första egna konstruktion, det ensitsiga dubbeldäckade Miles M.1 Satyr, tillverkades 1932 i ett prototypexemplar av Parnall. Året därpå kom Miles stora genombrott med det slanka monoflygplanet Miles M.2 Hawk, som tillverkades i nära 150 exemplar av Philips & Powis Ltd vid flygplatsen Woodley Aerodrome i Woodley utanför Reading. Under 1934 lanserades den fyrsitsiga Miles M.3 Falcon. För att kunna klara av leveranserna av flygplan köpte bröderna Miles Philips & Powis, som fick leva kvar som eget företag fram till 1943, då det slogs samman med Miles Aircraft Ltd. I mitten på 1930-talet fick företaget sin största framgång med skolflygplanet Miles M.14 Magister som tillverkades i drygt 1 100 exemplar. Flygplanet blev ett av RAF:s standardplan för den grundläggande flygutbildningen. Modellen blev även föremål för licenstillverkning i Turkiet av THK. Efter andra världskriget lanserades modellerna Miles M.57 Aerovan och Miles M.65 Gemini, men på grund av dålig ordertillgång tvingades företaget att upphöra med sin verksamhet. 1947 köptes resterna av Miles Aircraft upp av Handley Page.
1952 startades företaget F.G. Miles Engineering Ltd vid Shorehams flygplats som tillverkade replikor av pionjär- och första världskrigsflygplan till filmer som Dessa fantastiska män i sina flygande maskiner och Blue Max i mitten av 1960-talet.

## Flygplan producerade av Miles Aircraft
- Miles Satyr
- Miles Hawk
- Miles Hawk Major
- Miles Hawk Speed Six
- Miles Falcon Major
- Miles Falcon Six
- Miles Merlin
- Miles Sparrowhawk
- Miles Peregrine
- Miles Kestrel
- Miles Master I
- Miles Master II
- Miles Mohawk
- Miles Magister
- Miles Martinet
- Miles Messenger
- Miles Libellula
- Miles Aerovan
- Miles Gemini
- Miles Sparrowjet